# Enrico da Monza
Enrico da Monza (Milano, ... – ...; fl. XIII secolo) è stato un politico e militare italiano.

## Biografia
Nato a Milano, viene ricordato nelle fonti per la prima volta in un documento del 7 febbraio 1225 come membro del consiglio di Credenza della sua città natale. La sua famiglia, nota in Genova come Monsia, venne inserita nella nobiltà genovese e dal 1528 ascritta agli alberghi Cybo, Uso di Mare e Promontorio.
Nel 1229 è a Tortona, ove cercò invano di impedire l'alleanza tra la città e Sacro Romano Impero, avvenuta nel 1231.
Nel 1234 diviene comandante della "Società dei forti", organizzazione militare milanese, distinguendosi per il valore e venendo soprannominato Mettefogus. Nel 1237 viene eletto comandante delle truppe milanesi inviate a Brescia per la difesa della città dalle truppe imperiali. La città venne liberata ma, le truppe di Enrico furono successivamente attaccate e costrette alla fuga.
Nel 1238 viene eletto podestà di Piacenza (alleata di Milano), carica che ricoprì sino al dicembre di quell'anno, venendo sostituito da Goffredo da Pirovano.
Nel 1240 viene eletto podestà di Genova, succedendo a Filippo Vicedomino, ove promosse una sempre più stretta alleanza tra i liguri, Milano e Piacenza. Enrico riuscì inoltre a riportare sotto il dominio genovese la ribelle Porto Maurizio, provocando però la reazione imperiale nel ponente ligure, guidata da Giacomo Del Carretto. Il 3 febbraio 1241 cedette l'incarico podestarile al piacentino Guglielmo Surdo.
Ritornato nella città natale, continuò ad impegnarsi nella resistenza contro l'impero. Nel marzo 1246 viene eletto podestà di Vercelli, riuscendo a creare un'alleanza tra Milano e la storica nemica Novara. Lasciò l'incarico podestarile il 1º aprile 1247, riuscendo a far eleggere il consanguineo Romualdo da Monza.
Nel 1252 viene eletto podestà di Bologna e l'anno dopo di Parma, incarico che tenne sino al 20 maggio. Di Enrico non vi sono notizie successive al suo congedamento dall'incarico podestarile di Parma.